# TI-Raleigh

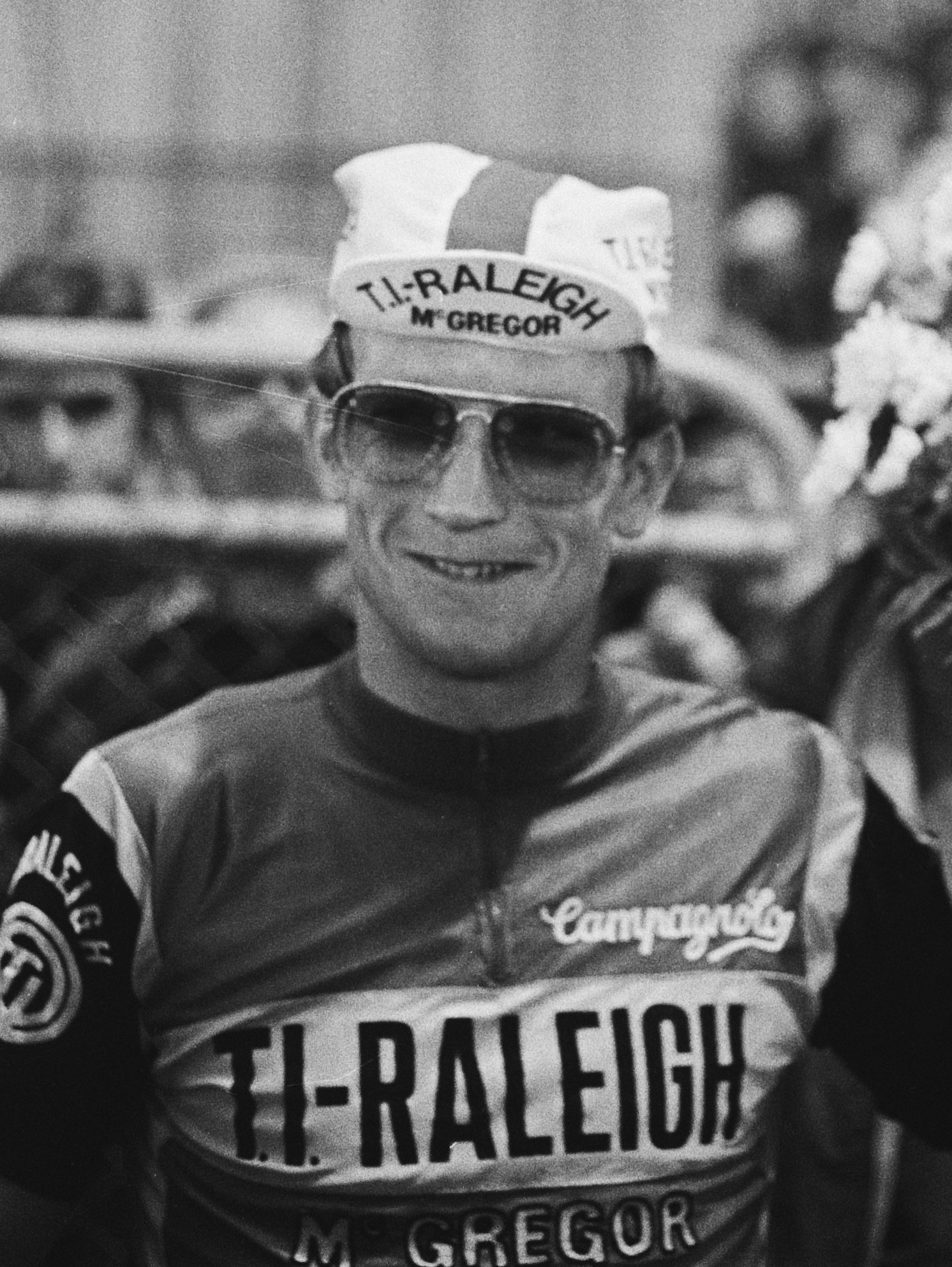
Jan Raas in 1978

TI-Raleigh was een Nederlandse wielerploeg die bestond tussen 1974 en 1983 en geleid werd door Peter Post. Hoofdsponsor was fietsenfabrikant Raleigh. De ploeg was zeer succesvol, zowel in klassiekers als in etappewedstrijden. Bekende renners die uitkwamen voor deze ploeg waren onder anderen Joop Zoetemelk, Jan Raas, Gerrie Knetemann, Hennie Kuiper, Urs Freuler, Henk Lubberding, René Pijnen, Roy Schuiten,  Ad Wijnands, Peter Winnen, Dietrich Thurau, Leo van Vliet, Cees Priem, Bert Oosterbosch, Jacques Hanegraaf en Johan van der Velde. Peter Post stond bekend om de ijzeren discipline die hij van zijn ploeg eiste: "Voor een ploegentijdrit als specialiteit heb je die boven alles nodig". In 10 jaar tijd won de ploeg een kleine duizend wedstrijden. De frames voor de renners werden nog grotendeels met de hand gebouwd in het Engelse Ilkeston. De Amsterdammer Jan le Grand had een grote invloed op het ontwerp van de frames.

## Belangrijkste successen

### 1974
- Wereldkampioenschap op de baan (achtervolging), Roy Schuiten (3e plaats René Pijnen)
- Grand Prix des Nations, Roy Schuiten
- Europees kampioenschap koppelkoers, René Pijnen
- Zesdaagse van Dortmund, René Pijnen
- Zesdaagse van Rotterdam, René Pijnen
- Zesdaagse van Berlijn, René Pijnen met Roy Schuiten

### 1975
- Rund um den Henninger-Turm, Roy Schuiten
- Wereldkampioenschap op de baan (achtervolging), Roy Schuiten
- Grand-Prix des Nations, Roy Schuiten
- Zesdaagse van Bremen, René Pijnen
- Zesdaagse van Frankfurt, René Pijnen met Günther Haritz
- Zesdaagse van Londen, René Pijnen met Günther Haritz
- Zesdaagse van München, René Pijnen met Günther Haritz
- Zesdaagse van Münster, René Pijnen met Günther Haritz
- Zesdaagse van Zürich,  Günther Haritz

### 1976
- Ronde van Zwitserland, Hennie Kuiper
- Tour de France: 4 etappes (Hennie Kuiper, 2 x Gerben Karstens, ploegentijdrit), 11e eindklassement (Hennie Kuiper)
- Europees Kampioenschap koppelkoers, Réne Pijnen met Günther Haritz
- Zesdaagse van Bremen, René Pijnen met Günther Haritz
- Zesdaagse van Münster, René Pijnen met Günther Haritz
- Zesdaagse van Grenoble, Günther Haritz

### 1977
- Vierdaagse van Duinkerken, Gerrie Knetemann
- Rund um den Henninger-Turm, Gerrie Knetemann
- Tour de France: 8 etappes (5 x Dietrich Thurau, 2 x Gerrie Knetemann, 1 x Hennie Kuiper); 2e (Hennie Kuiper), 5e (Dietrich Thurau) en 12e (Bert Pronk) eindklassement; 1e jongerenklassement (Dietrich Thurau); 1e ploegenklassement
- Zesdaagse van Herning, René Pijnen
- Zesdaagse van Keulen, René Pijnen met Günther Haritz
- Zesdaagse van Londen, René Pijnen
- Zesdaagse van Rotterdam, René Pijnen
- Zesdaagse van Grenoble, René Pijnen

### 1978
- Amstel Gold Race, Jan Raas
- Parijs-Nice, Gerrie Knetemann
- Parijs-Brussel, Jan Raas
- Parijs-Tours, Jan Raas
- Ronde van Romandië, Johan van de Velde
- Ronde van Zwitserland, Paul Wellens
- Wereldkampioenschap op de weg, Gerrie Knetemann
- Tour de France: 10 etappes (3 x Jan Raas, 2 x Gerrie Knetemann, 1 x Paul Wellens, Klaus-Peter Thaler, Hennie Kuiper, Henk Lubberding, ploegentijdrit); 7 gele truien (3 x Jan Raas, 2 x Gerrie Knetemann, 2 x Klaus-Peter Thaler); 6e (Paul Wellens) en 8e (Henk Lubberding) eindklassement; 1e (Henk Lubberding) jongerenklassement

### 1979
- Amstel Gold Race, Jan Raas
- Ronde van Vlaanderen, Jan Raas
- Ronde van Zwitserland, Wilfried Wesemael
- Wereldkampioenschap op de weg, Jan Raas
- Wereldkampioenschap op de baan (achtervolging), Bert Oosterbosch
- Tour de France: 6 etappes (2 x Gerrie Knetemann, 2 x ploegentijdrit, 1 x Jan Raas, Leo van Vliet); 1 gele trui (Gerrie Knetemann); 8e (Paul Wellens) eindklassement

### 1980
- Ronde van Frankrijk, Joop Zoetemelk
- Amstel Gold Race, Jan Raas
- Dauphiné Libéré, Johan van der Velde
- Ronde van Luxemburg, Bert Oosterbosch
- Gent-Wevelgem, Henk Lubberding
- Ronde van België, Gerrie Knetemann
- Tour de France: 11 etappes (3 x Jan Raas, 2 x Joop Zoetemelk, 2 x ploegentijdrit, Gerrie Knetemann, Bert Oosterbosch, Henk Lubberding, Cees Priem); 11 gele truien (10 x Joop Zoetemelk, 1 x Gerrie Knetemann); 1e (Joop Zoetemelk), 10e (Henk Lubberding), 12e (Johan van der Velde) eindklassement; 1e (Johan van der Velde) jongerenklassement

### 1981
- Omloop Het Volk, Jan Raas
- Gent-Wevelgem, Jan Raas
- Parijs-Tours, Jan Raas
- Ronde van België, Ad Wijnands
- Tour de France: 7 etappes (2x ploegentijdrit, 2 x Ad Wijnands, 2 x Johan van der Velde, 1 x Urs Freuler); 4 gele truien (Gerrie Knetemann); 4e (Joop Zoetemelk) en 12e (Johan van der Velde) eindklassement

### 1982
- Amstel Gold Race, Jan Raas
- Parijs-Roubaix, Jan Raas
- Gent-Wevelgem, Frank Hoste
- Vierdaagse van Duinkerken, Frank Hoste
- Parijs-Brussel, Jacques Hanegraaf
- Rund um den Henninger-Turm, Ludo Peeters
- Tour de France: 5 etappes (2 x Gerrie Knetemann, 1 x Jan Raas, Ludo Peeters, ploegentijdrit); 1 gele trui (Ludo Peeters); 3e eindklassement (Johan van der Velde)

### 1983
- Ronde van Vlaanderen, Jan Raas
- Gent-Wevelgem, Leo van Vliet
- Vierdaagse van Duinkerken, Leo van Vliet
- Rund um den Henninger-Turm, Ludo Peeters
- Parijs-Tours, Ludo Peeters
- Kampioenschap van Zürich, Johan van der Velde
- Tour de France: 4 etappes (2 x Bert Oosterbosch, Peter Winnen, Henk Lubberding); 3e (Peter Winnen) en 10e (Henk Lubberding) eindklassement; 1e ploegenklassement